# チェコ野球協会
チェコ野球協会（チェコやきゅうきょうかい、チェコ語: Česká baseballová asociace）は、チェコにおける野球の活動の統括団体である。エクストラリーガ等を開催し、代表チーム等の編成、登録をおこなう。

## 概要
野球に関する上位組織としては世界野球ソフトボール連盟（WBSC）及び欧州野球ソフトボール連盟（WBSCE）に所属し、スポーツの一つとしてチェコスポーツ協会に所属する。またエクストラリーガの他、国内各クラスの大会の開催及び各クラスの代表の管理を行う。
1920年代にチェコスロバキアに野球が紹介されたが、赤化クーデター以降は北米発祥のスポーツ（自由主義陣営のスポーツ）である事から忌避され、1975年になって漸くチェコスロバキア野球ソフトボール協会（Baseballové a softballové federace ČSFR）の設立がチェコスロバキア体育協会にて承認された。その後スロバキア分離に伴う組織再編でソフトボール協会が分離し、1993年に野球協会が設立された。